# Vesiculaphis caricis
Vesiculaphis caricis är en insektsart som först beskrevs av David Timmins Fullaway 1910. 
Vesiculaphis caricis ingår i släktet Vesiculaphis och familjen långrörsbladlöss. Inga underarter finns listade i Catalogue of Life.